# Kostel Narození Panny Marie (Hořice)
Kostel Narození Panny Marie je římskokatolický, orientovaný, farní kostel v Hořicích. Je chráněn ako kulturní památka České republiky. Kostel je situován v centru města, 100 metrů jižně od hlavního hořického náměstí Jiřího z Poděbrad. Mimo pravidelné bohoslužby je pro svou vynikající akustiku využíván pro pořádání koncertů nejen chrámové a varhanní hudby.

## Historie
Původně gotický dvoulodní kostel pocházející ze 13. století byl zasvěcen Panně Marii. Dne 17. srpna 1738 postihl Hořice jeden z nejničivějších požárů v celé historii, který měl za následek i zničení kostela s farou, školy, radnice a městského i panského špitálu. Při požáru shořel i starobylý orloj a žár roztavil kostelní zvony. Oheň si vyžádal pět lidských životů. Katastrofa vyvolala vlnu dobročinnosti. Vrchnost poskytla peníze a dřevo na novou stavbu kostela, pomohla i okolní města. Problém byl s bohoslužbami, které v období baroka byly nezbytnou součástí každodenního života. Požár poškodil kostel tak, že v něm nebylo možno mše sloužit, a nedaleký kostel svatého Gotharda právě procházel stavebními úpravami, které musely být co nejvíce urychleny, aby kostel mohl být týden po požáru vysvěcen. Město okamžitě podniklo i kroky k zajištění stavby nového kostela. Návrh byl svěřen, pravděpodobně samotným pražským arcibiskupem Mořicem Gustavem, hrabětem z Manderscheidu, správcem hořického nadačního panství, přednímu baroknímu architektu Kiliánu Ignáci Dientzenhoferovi. Ten urychleně zhotovil plány velkorysé stavby nahrazující starý kostel, který nepostačoval potřebám rozrůstajícího se městečka. Celkové výdaje na stavbu dosáhly 19 977 zlatých. Věž zůstala zakryta provizorně stanovou střechou, nová cibulová báň s křížkem z dílny mistra Ignáce Klementa z Chrudimi byla osazena až 29. října 1748. Dientzenhofer se o stavbu hořického kostela staral velice pečlivě, jak je zřejmé z několika jeho dopisů, které v průběhu prací zasílal do Hořic. Kostel dvakrát vyhořel - v letech 1778 a 1838, ale pokaždé byl obnoven. Po roce 1989 byl opraven do dnešní podoby. Do kulturní historie se kostel zapsal 21. listopadu 1820, kdy zde byli oddáni rodiče Bedřicha Smetany.

### Program záchrany architektonického dědictví
V rámci Programu záchrany architektonického dědictví bylo v letech 1995-2014 na opravu kostela Narození Panny Marie čerpáno 4 500 000 Kč.
| rok    | 1995  | 1996  |
| ------ | ----- | ----- |
| částka | 3 500 | 1 000 |

## Architektura
Barokní orientovaná stavba na křížovém půdoryse. Hranolová věž s arkádami ve zvonovém patře a osmibokou bání je vestavěná na severní straně lodi. Hlavní loď má délku 38 metrů, šířku 24 metrů a výšku 16,5 metrů, příčná loď má délku 24 metrů a šířku 8 metrů. Z plánů je zřejmé, kostel měl mít i druhou věž, která nebyla realizována pravděpodobně z finančních důvodů. Ve štítu kostela je osazena 8 metrů vysoká Madona z roku 1926, vynikající dílo profesora Václava Suchomela. Původní kostel měl loď o délce 17,5 metrů a šířce 9,5 metrů s presbytářem o délce 10 metrů a šířce 4 metry a s dvojicí obranných věžích, hranolovou a kruhovou. Býval obehnán hradební zdí čtvercového půdorysu, která byla pozůstatkem středověkého opevnění. Mezi zdí a kostelem býval hřbitov, na kterém se pohřbívalo do roku 1829.

## Interiér
Interiér je vybaven barokně a klasicistně, převážně z 2. poloviny 18. století. Nejstarší památkou kostela je cínová křtitelnice ze 16. století. Obrazy křížové cesty z roku 1860 jsou od hořického malíře Petra Maixnera. Většina dřevěných soch z 18. a 19. století je od novopackého řezbáře Antonína Suchardy. Fresky na stropě a stěnách kostela z konce 19. století jsou dílem novobydžovského malíře Ludvíka Nejedlého. Oltář Narození Panny Marie z 18. století je dílem vlašské školy. V dlažbě kostela je zapuštěno pět hladkých náhrobních desek, kryjících otvory krypt, v nichž jsou uloženy ostatky příslušníků místní vrchnosti.

## Okolí kostela
Na prostranství kolem kostela je umístěna řada barokních soch, které původně stávaly na místech, která zanikla nebo byla ohrožena stavebními úpravami.
- Socha sv. Jana Nepomuckého od Jiřího Františka Pacáka z roku 1730 byla vztyčena naproti hořickému děkanství rok po světcově svatořečení. Světec jako almužník poděluje vedle stojícího chlapce.
- Anděl strážce (také Anděl těšitel nebo Kristus v zahradě Getsemanské) z roku (1730) — barokní sousoší J. F. Pacáka. Anděl přidržuje utrpením klesajícího Krista a zvedá nad ním kalich hořkosti.
- Panna Marie s Ježíškem (1735) — socha od J. V. Devotyho, jednoho z žáků Matyáše Bernarda Brauna. Socha původně stála při královéhradecké silnici.
- Svatý Florián (kolem roku 1820) - socha od hořického sochaře a řezbáře Josefa Rychtery, který je i autorem mariánského sloupu na náměstí. Původně zdobila již neexistující kašnu na Husově ulici.
- Ozdobná balustráda (1932 - 1955) je kolektivním dílem profesorů a žáků hořické sochařsko-kamenické školy, vznikla z iniciativy záslužného Okrašlovacího spolku v Hořicích.

## Bohoslužby
Bohoslužby se konají v neděli od 9.00, v úterý a ve čtvrtek ve 12:00, ve středu a v pátek v 18:00 a v sobotu v 8:00.

## Galerie

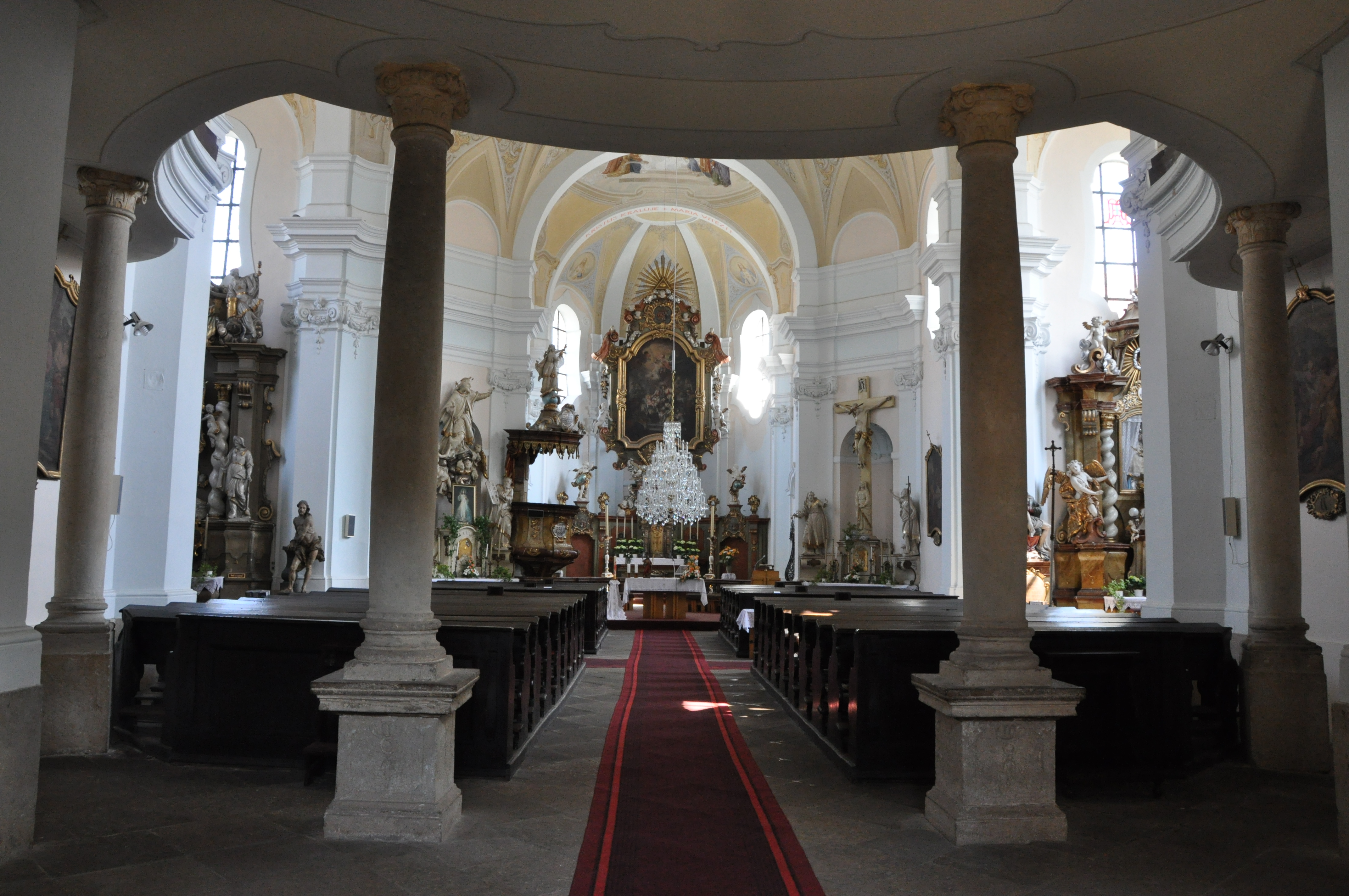
Interiér kostela
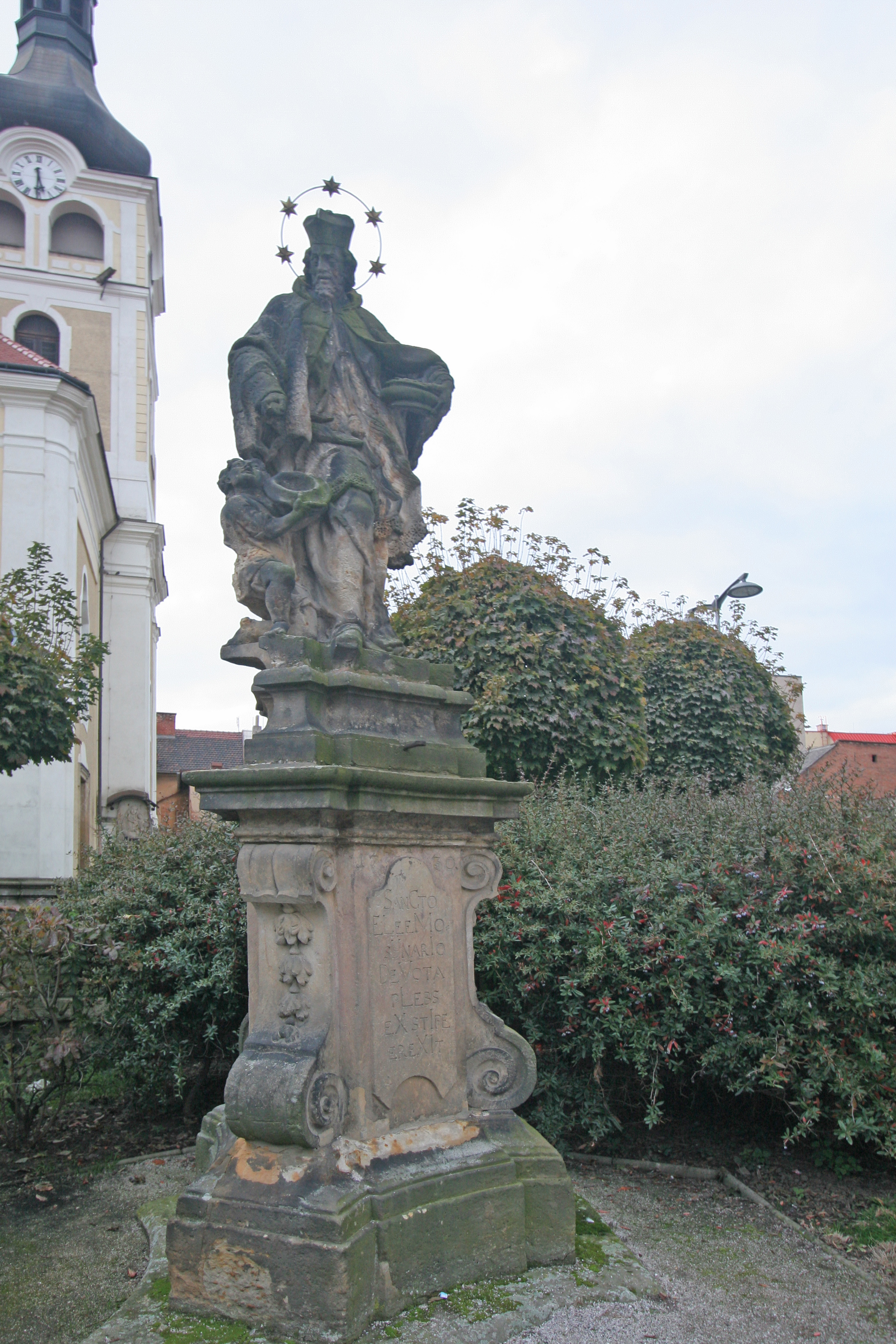
Socha sv. Jana Nepomuckého
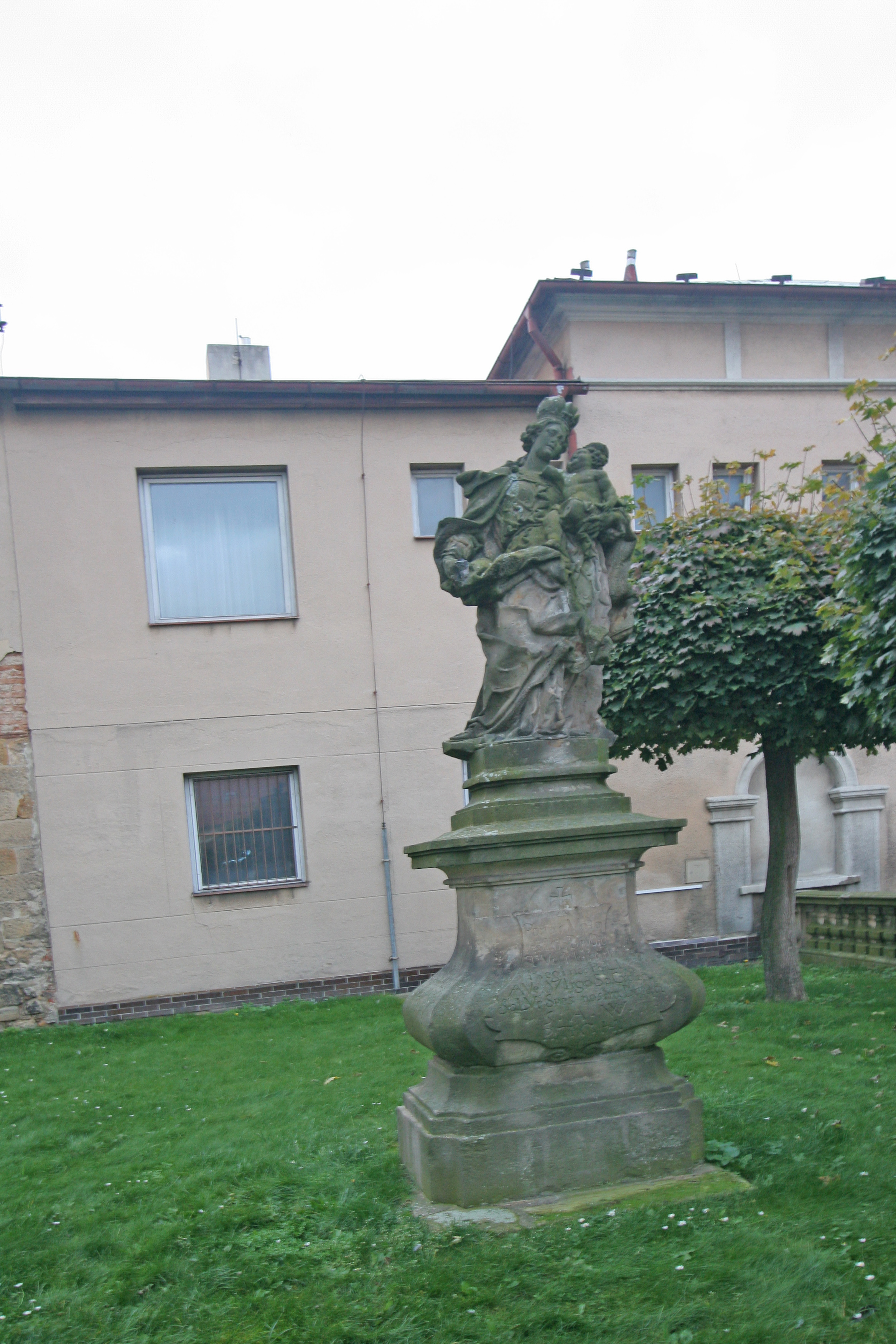
Socha Panny Marie s Ježíškem